# Santuario de Nuestra Señora de la Asunción de Chacas
El Santuario de Nuestra Señora de la Asunción de Chacas o Templo de Maria Virgen Asunta de Chacas, popularmente llamado Santuario de Mama Ashu, es un templo peruano de la iglesia católica ubicado en el pueblo ancashino de Chacas. Está dedicado a 4 santos patrones: la virgen María en su advocación de Asunción, San Martín I, San José y el Niño Jesús. Fue declarado Patrimonio Histórico del Perú en 1941 y consagrado como Santuario en el 2005, fecha en que también se elevó a la virgen de la Asunción como patrona de la Diócesis de Huari. Actualmente pertenece a esta por medio de la Parroquia San Martín Papa de Chacas que es dirigida por los sacerdotes Luca Bergamaschi y Misael Amez.
Su construcción fue iniciada por los evangelizadores agustinos en 1572 sobre un santuario preinca. Se amplió en la década de 1750 cuando Chacas disfrutaba de un fecunde auge minero, fecha en la que también se construyeron el retablo mayor y los dos retablos menores, todos recubiertos en pan de oro. El templo tuvo una refacción importante en el año 1940 que agregaría otra torre y una reconstrucción importante entre 1955 y 1968, sin embargo, la construcción no resistió el terremoto de Áncash de 1970 que destruyó buena parte de la estructura. Permaneció en ese estado hasta finales de la década de 1980, cuando se demolió progresivamente para ser reconstruido con técnicas constructivas modernas bajo el liderazgo del párroco Ugo de Censi y el movimiento de jóvenes voluntarios italianos que dirigía, la Operación Mato Grosso.
El santuario tiene la estructura clásica con planta en cruz latina, dos torres, portón tallado y un rosetón en la parte superior del frontis, los vanos están cubiertos por vitrales que representan pasajes del Nuevo Testamento y la Virgen María Auxiliadora. En su interior destacan invaluables piezas de arte colonial, tales como el retablo mayor de Chacas recubierto en pan de oro, construido en la década de 1750; otros 2 retablos menores (uno recubierto en oro), también el Santo Sepulcro y la Santa Cruz de Chacas. En imaginería se tienen a la Virgen de la Asunción y San Martin I (patrones de Chacas), San José y el Niño Jesús (patrones de Mushojmarca), el Cristo Crucificado, el Señor de la Pasión, la Virgen de los Dolores, San Juan, y diversos santos.
Alberga los restos del prócer de la Independencia del Perú y de la Argentina, Francisco Araoz de La Madrid, sepultado en 1837 y del sacerdote misionero italo-peruano Ugo de Censi sepultado en 2018.

## Historia

### Historia

Sello parroquial

Como sucedió con la mayoría de templos durante la época de la conquista, se afianzaba y reafirmaba el nuevo orden de poder religioso europeo sobre el andino construyendo el templo español sobre un sitio sagrado nativo, en el caso de Chacas, la huaca o pirushtu se localizaba frente a una planicie inclinada. Este centro de culto prehispánico fue el más importante de la zona sur de Chacas y en él se realizaban ceremonias en honor deidades como kon, huari o Libiac, cuyas imágenes se encontraban labradas en relieve sobre rocas de granito.
En Chacas se tiene a la piedra de Chacas, huanca sagrada sobre la cual se hallaban labradas la figuras de dos seres míticos: un lagarto antropomórfico y un sol radiante. Los evangelizadores españoles trataron de acoplar el culto de la huanca con el culto del santo en el mismo calendario festivo, por lo que la deidad prehispánica permaneció en el templo durante varios siglos. 
Aunque la fundación formal del pueblo sucedió en 1572, la capellanía de San Martin de Chacas habría sido establecida unos 20 años antes por frailes agustinos, fue durante aquella época (entre 1545 y 1565) cuando se construyó la primera estructura del templo de Chacas: una capilla rústica techada con paja. Cuando la reducción indígena de San Martín Papa de Chacas se fundó a usanza española oficialmente en 1572, tuvo lugar la construcción de un templo de considerable tamaño en el mismo emplazamiento de la antigua capilla. Debido a la topografía inclinada se aterrazó el terreno en dos plataformas con 3 varas españolas de alto cada una (2.40 m), el primer nivel sirvió como atrio y cementerio del pueblo y sobre el segundo nivel se construyó la nave del templo con una torre.
La primera estructura fue construida con cimientos de piedra, gruesos muros de adobe y fue techada con chacla e ichu, contaba con una torre como campanario. Cuando se trasladó a la virgen de la Asunción desde Mushojmarca entre 1750 y 1760, se amplió la zona del altar para la construcción del retablo de estilo barroco. Esta ampliación permaneció hasta la década de 1940, cuando tras una serie sismos registrados en la costa norte, colapsaron los techos y algunos muros. El techo del altar mayor fue reconstruido en solo 1 año por los pobladores locales, sin embargo, la estructura de la nave y capillas laterales continuó seriamente dañada.

[...] En 1940 se derrumbó la parte del Altar Mayor hasta el Pulpito. Las autoridades y pueblo en unidad completa nos entregamos a su reconstrucción y en solo un año, en 1941, quedó terminada la reconstrucción, con solos nuestros óbolos y nuestras fuerzas. Obra semejante es excepcionalmente vista en los pueblos de esta región. [...]
Benigno del Río - Alcalde de Chacas; Alberto León - Párroco de Chacas - 1944.

En 1958, tras un año de gestiones, el municipio de Chacas, liderado por Cornelio Aguirre, consiguió que el Congreso destinara una partida de 150.000 soles (6 - 7 millones actuales) con el fin de restaurar el Santuario de Mama Ashu y homenajear al prócer de la independencia, Francisco Aráoz de La Madrid, sepultado en el templo. La comisión gestionó la construcción de una placa y tumba conmemorativa y la restauración de la estructura del templo, que lucía sumamente deteriorado tras una serie de terremotos y la antigüedad de su arquitectura que databa del siglo XVI. El trabajo tardó 11 años en concluirse, participando en él toda la población chacasina mediante faenas comunales. Se reconstruyeron las dos torres, se restauró el interior y se remodeló el malecón. Sin embargo, el nuevo templo no pudo soportar el terremoto de Áncash de 1970 (7.9 Mw y IX Mercalli). El duro embate del sismo comprometió completamente a la estructura, se desplazaron y fisuraron los muros y contrafuertes, ambas torres colapsaron y el techo del altar mayor se desplomó nuevamente.
Monumento histórico del Perú
En 1941, el párroco de Chacas, Alberto León, el alcalde Nicanor Jimeno y el diputado huarino Wenceslao Barrón Rojas, al notar el estado de deterioro del templo, y con la finalidad de recibir una partida presupuestal que ayude en su conservación, gestionaron la declaratoria de Monumento Histórico del Perú al edificio y todas las obras sacras de su interior, cabe mencionar el retablo mayor, el santo sepulcro, los retablos del Rosario y Ánimas, y joyas y artefactos en oro y plata.

[...] El congreso de la República Peruana ha dado la ley siguiente: Declararse monumentos nacionales las iglesias de Carhuaz y Chacas. [...]
Ley N 9373 - 15 de septiembre de 1941.

### Estructura actual
En 1970, el terremoto que asoló Ancash dañó considerablemente el edificio, las torres y el tejado colapsaron y Chacas se sumía en un período de recesión económica y demográfica debido al cese de las actividades mineras. La parroquia de Chacas no contaba con sacerdote vicario desde 1963, y oficiaban las misas párrocos enviados desde Huari. En 1972, la Hermandad del Señor de los Milagros de Chacas con sede en Lima, inició la construcción de la casa parroquial a espaldas de la iglesia con la finalidad de contar con un párroco estable que pudiera gestionar la reconstrucción del templo, el cual se refaccionaba con los aportes de la población chacasina. Sin embargo, el atrio, las torres y contrafuertes continuaron derruidos hasta la llegada del párroco Ugo de Censi en 1976.
En 1977, cuando el padre Ugo de Censi, se asentó en Chacas, inició las gestiones en Italia a través de su organización, la Operación Mato Grosso, con la finalidad de recibir apoyo económico para la reconstrucción del templo. Los trabajos iniciaron en 1981. Luego de desmontar el retablo mayor y encargar su restauración a artistas y curadores italianos, se inició con la construcción de la sección del altar mayor y el transepto. Cabe destacar que los domingos, las misas se oficiaban normalmente. Cuando se culminó la sección del altar, se procedió a derribar las gruesas paredes de adobe laterales de la nave central. El trabajo de reconstrucción finalizó en 1995.

## Complejo arquitectónico

### Fachada
El exterior de la estructura se encuadra dentro del estilo arquitectónico románico, caracterizado por la presencia de arcos de medio punto, piedras al descubierto y el predominio de líneas rectas sin mayor ornamentación. El punto más alto, la cruz del tejado, se ubica a 17 metros sobre el malecón y a 19.70 metros sobre el nivel de la plaza Ugo de Censi. Siendo el edificio más alto de la provincia y uno de los más altos de la Sierra Oriental de Áncash. A diferencia de muchos templos fundados en la época colonial, el santuario se ubica al costado este de la plaza mayor de Chacas. Esto se debió a que tuvieron en cuenta la ubicación original del santuario preínca a donde acudían los nativos. También la explanada inclinada inmediatamente inferior al morro o pirushtu se convirtió en la plaza de Armas. Cabe destacar que este punto tenía mayor connotación mística debido a que era uno de los pocos lugares de Chacas que tenía un manantial.

### Malecón y taller Don Bosco

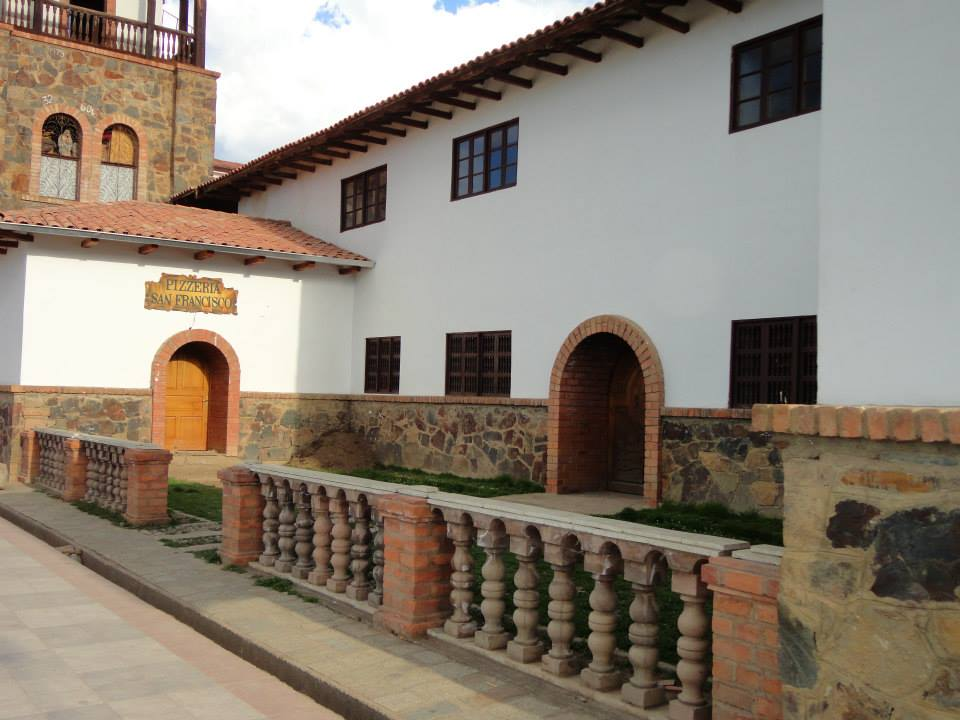
Edificio del taller Don Bosco, construido en 1932 para la escuela de varones

Cuando en 1572 se adecuó el terreno en declive para una plataforma, se previó que una parte de esta, la que daba a la plaza sirviera como cementerio del pueblo. Esta sección sobrante, que en la actualidad mide 6 metros de ancho por 60 de largo, sirvió como cementerio hasta 1773, cuando el rey Carlos III de España emitió la ordenanza real Ley 1ª, tít. iii, lib. i de ley Novísima, de construirse los cementerios fuera del pueblo por cuestiones de salubridad. 
Entre 1956 y 1968 la municipalidad de Chacas construyó barandas de cemento en todo el perímetro de la plataforma, adquiriendo así la denominación de malecón. En 1997, se construyó el Museo Provincial en todo lo largo del antiguo cementerio para lo cual se excavó hasta llegar a un metro bajo el nivel del suelo de la plaza, en el proceso de excavación se exhumaron esqueletos que posteriormente fueron enterrados en el cementerio nuevo ubicado en Goyllarhuanca.
La estructura de la escuela Taller Don Bosco, contigua al malecón, ubicada en el claustro del santuario fue construida a inicios de la década de 1930 por el ingeniero Severo Castillo, quien también diseñó y construyó el palacio municipal. Funcionó como la escuela primaria de varones N° 346 hasta 1980, cuando el sacerdote Ugo de Censi decide construir la escuela N° 86339 (hoy Maestro Ugo de Censi) en el barrio de San Martín. 
Actualmente forma parte del Taller Don Bosco, dedicado a la educación de los niños más pobres de la provincia, y desde 2010, en una parte de las instalaciones del primer nivel funciona la pizzería San Francisco, también de los artesanos Don Bosco.

### Interior
Atrio y nave central

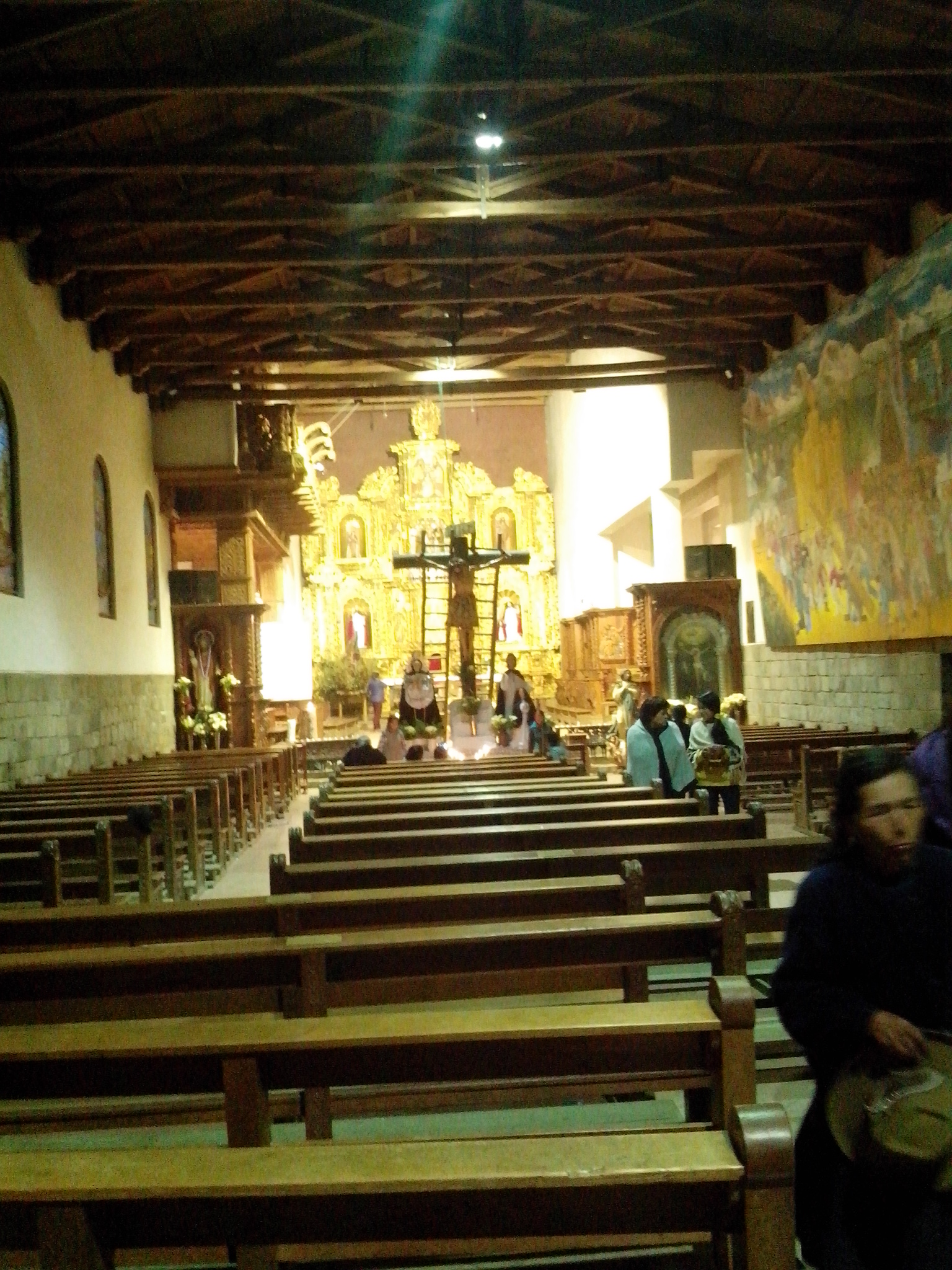
Nave central. Se aprecia la Santa Cruz de Chacas con el Cristo crucificado durante la Semana Santa

Con 10 metros de ancho por 45 de largo, ambos espacios internos se ubican a distintos niveles, mientras que el atrio se localiza a 3 metros por encima del nivel de la plaza mayor, y la nave central se localiza 3 metros más sobre el atrio. Estos espacios se unen mediante una escalera rampa.
El atrio contiene en su interior, las andas procesionales de la Virgen de la Asunción y la Virgen de los Dolores, también al Santo Sepulcro, obra de arte colonial que data del siglo XVII. Una de las obras de arte más antiguas del templo, ha servido para trasladar al cristo crucificado en procesión durante la Semana Santa.
La nave central mide 11 metros de ancho por 34 de largo, no tiene naves laterales, sus paredes hechas con piedra granito poseen vanos con vitrales que cuentan pasajes del antiguo y nuevo testamento. Contiene a la Santa Cruz de Chacas, una imponente cruz de troncos de madera de unos 7 metros de alto, descansa sobre un pedestal hueco de granito. Se utiliza para la crucifixión de cristo en el templo.
Altar y retablo mayor

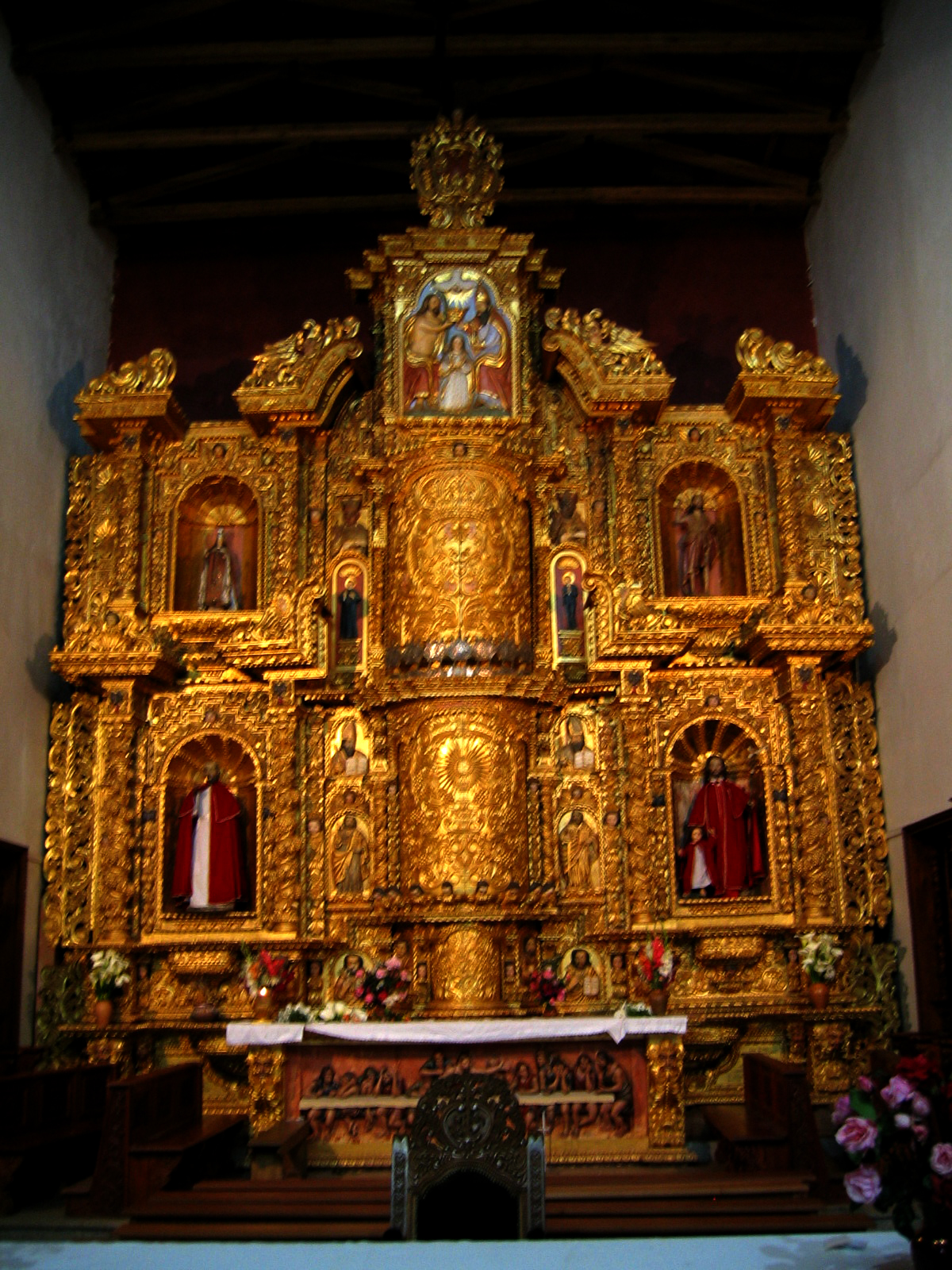
Primer plano del retablo

El retablo mayor, de estilo barroco, construido entre 1750 y 1760, tiene 10 metros de alto y 7 de ancho, algunas de sus partes fueron esculpidas en Lima con cedro importado de Nicaragua. Luego fueron trasladadas mediante vapor de Lima a Casma y desde este punto a caballo hacia Chacas para ser armadas. Por sus características estilísticas y arquitectónicas y con el parecido que tiene con algunos retablos coloniales de la región Cuzco, es posible que haya sido elaborado y pintado por maestros artistas de la escuela cuzqueña.
Los pobladores de antaño referían que fue donada por las familias más acaudaladas de Chacas a la cabeza de los Tafur de Córdoba, familia propietaria de la hacienda San José de Mushojmarca, quienes gestionaron su construcción con la finalidad de trasladar a los dos santos que tenían en su capilla, su patrón fundacional San José de Nazaret y la Virgen de la Asunción. El retablo también albergaría al patrón fundacional de Chacas: San Martín I. El retablo se restauró en 1993 con la participación de artistas curadores de la Galería Uffizi de Florencia, gracias a un convenio entre la Parroquia de Chacas y el gobierno italiano.
Retablos laterales "Ánimas" y "Rosario" 
El santuario posee dos capillas de oración en cada transepto, con sus respectivos retablos. Ambos fueron reconstruidos entre 1980 y 1993 ya que su estado de conservación era ruinoso. El retablo de la capilla del "Rosario" es de estilo barroco con estofado de oro, mide seis metros de ancho por tres metros de alto, fue construido con 10 hornacinas, de las cuales solo cuatro están ocupadas, en la hornacina principal se halla el Señor de la Pasión. En la capilla de "Ánimas", el retablo es de madera sin recubrir, fue construido por los Artesanos Don Bosco tomando como referencia algunas piezas conservadas del primer retablo colonial. Alberga al cristo crucificado que es trasladado a la nave mayor durante la Semana Santa.
Órgano
Se ubica sobre el transepto izquierdo. Fue fabricado en Italia e instalado en el santuario en 1990.

## Imaginería
- Virgen de la Asunción. Patrona de Mushojmarka (1710-1740), Patrona de Chacas (1740-actualidad)
- San Martin I. Patrón de Chacas desde su fundación en 1572.
- San José y el Niño Jesús. (Patrones de Mushojmarka (1710-1740).
- Cristo crucificado
- Virgen de los Dolores
- Señor de la Pasión
- San Dimas
- San Juan Apóstol

## Párrocos
Últimos párrocos de Chacas:
- 2018 - actualidad: Luca Bergamaschi (titular) y Misael Amez Chávez (auxiliar)
- 2012 - 2018: Luca Bergamaschi (titular), Misael Amez (auxiliar) y Ugo de Censi (emérito)
- 1999 - 2012: Ugo de Censi (titular) y Lorenzo Salinetti de Censi (auxiliar)

## Personajes sepultados
- Ugo de Censi (1924-2018). Sacerdote italiano, fundador de la Operación Mato Grosso. Párroco de Chacas entre 1976 y 2018. Fue el artífice del resurgimiento económico de la provincia, trabajando a favor de los más necesitados.
- Francisco Aráoz de La Madrid (1794-1837?). Militar argentino, prócer de la Independencia del Perú. Como coronel, participó con José de San Martín y Simón Bolívar en la Independencia del Perú. Fue hermano mayor de Gregorio Aráoz de Lamadrid, héroe de la Independencia Argentina.